# Lecanora laatokkaensis
Lecanora laatokkaensis är en lavart som först beskrevs av Räsänen, och fick sitt nu gällande namn av Poelt. Lecanora laatokkaensis ingår i släktet Lecanora och familjen Lecanoraceae.   Inga underarter finns listade i Catalogue of Life.